# Unión Temuco
Club Deportivo Unión Temuco – chilijski klub piłkarski z siedzibą w mieście Temuco, stolicy regionu Araucanía (tzw. region IX).

## Osiągnięcia
- Mistrz trzeciej ligi chilijskiej (Tercera División A de Chile): 2009

## Historia
Klub Unión Temuco założony został 10 stycznia 2008 roku. W 2009 zdobył mistrzostwo III ligi i awansował do II ligi.

### Sezony
- 2008 III liga (Tercera División A de Chile)
- 2009 III liga (Tercera División A de Chile)
- 2010 II liga (Primera B)